# 28è Festival Internacional de Cinema de Moscou
El 28è Festival Internacional de Cinema de Moscou es va celebrar entre el 23 de juny i el 2 de juliol de 2006. El Sant Jordi d'Or fou atorgat a la pel·lícula sueca Om Sara dirigida per Othman Karim.

## Jurat
- Andrzej Żuławski (Polònia – president)
- Aleksei Utxitel (Rússia)
- Rémy Girard (Canadà)
- Pierre-Henri Deleau (França)
- Julie Christie (Regne Unit)

## Pel·lícules en competició
Les següents pel·lícules foren seleccionades per la competició:
| Títol original             | Director(s)                      | País de producció                     |
| -------------------------- | -------------------------------- | ------------------------------------- |
| Más que a nada en el mundo | Andrés León Becker, Javier Solar | Mèxic                                 |
| Kubrador                   | Jeffrey Jeturian                 | Filipines                             |
| Comme tout le monde        | Pierre-Paul Renders              | Bèlgica                               |
| Klimt                      | Raúl Ruiz                        | Àustria, Alemanya, França, Regne Unit |
| Kto nigdy nie żył...       | Andrzej Seweryn                  | Polònia                               |
| La fiamma sul ghiaccio     | Umberto Marino                   | Itàlia                                |
| Om Sara                    | Othman Karim                     | Suècia                                |
| Sipur Hatzi-Russi          | Eitan Anner                      | Israel                                |
| Agrypnia '                 | Nikos Grammatikós                | Grècia                                |
| Rokonok                    | István Szabó                     | Hongria                               |
| Semishigure                | Mitsuo Kurotsuchi                | Japó                                  |
| Combien tu m’aimes?        | Bertrand Blier                   | França                                |
| Snivaj, Zlato Moje         | Neven Hitrec                     | Croàcia                               |
| Ask the Dust               | Robert Towne                     | Estats Units                          |
| Der Lebensversicherer      | Bülent Akinci                    | Alemanya                              |
| Driving Lessons            | Jeremy Brock                     | Regne Unit                            |
| Txerv                      | Aleksei Muradov                  | Rússia                                |

## Premis
- Sant Jordi d'Or: Om Sara d'Othman Karim
- Premi Especial del Jurat: Sant Jordi de Plata: Driving Lessons de Jeremy Brock
- Sant Jordi de Plata:
  - Millor Director: Bertrand Blier per 'Combien tu m’aimes?
  - Millor Actor: Jens Harzer per Der Lebensversicherer
  - Millor Actriu: Julie Walters per Driving Lessons
- Sant Jordi de Plata a la millor pel·lícula de la competició perspectiva: Chasma de Yolkin Tuychiev
- Premi a la carrera: Chen Kaige
- Premi Stanislavsky: Gérard Depardieu